# Music of the Spheres (álbum de Coldplay)
Music of the Spheres (subtitulado Vol. I from Earth with Love; en españolː Música de las Esferas Vol. I desde la Tierra con Amor) es el noveno álbum de estudio de la banda británica Coldplay, lanzado el 15 de octubre de 2021 por Parlophone en el Reino Unido y por Atlantic Records en los Estados Unidos. El álbum fue producido por Max Martin, quien es un nuevo colaborador de la discografía de la banda. además de Bill Rahko y Oscar Holter. El álbum cuenta con la participación de BTS («My Universe»), Selena Gómez («Let Somebody Go») y We Are King y Jacob Collier («Human Heart»), además del antiguo colaborador de la banda, el productor y músico Jon Hopkins.
El álbum es el segundo álbum conceptual de temática espacial de la banda, después de X&Y de 2005. Está ambientado en un sistema planetario ficticio llamado The Spheres, que contiene nueve planetas, tres satélites naturales, una estrella y una nebulosa. Cada uno de ellos corresponde a una canción. Según el cantante principal Chris Martin, su concepto y temas se inspiraron en la franquicia cinematográfica de Star Wars, lo que hizo que él y los otros miembros de la banda se preguntaran cómo podrían ser otros artistas en todo el universo.
Music of the Spheres recibió críticas mixtas de los críticos, muchos de los cuales criticaron la sensibilidad y el estilo abiertamente pop del álbum. Sin embargo, la canción de cierre del álbum, «Coloratura», recibió elogios generalizados de la crítica, en gran parte por su estructura y producción extensas y poco convencionales. «Higher Power» y «My Universe» fueron lanzados como los sencillos principales del álbum, y el primero fue nominado a Mejor Interpretación Pop de Dúo/Grupo en la 64.ª Entrega Anual de los Premios Grammy. «Coloratura» fue lanzado como sencillo promocional.

## Antecedentes
Según ellos el concepto espacial del álbum había sido imaginada por la banda en el momento en que se lanzó Everyday Life, en noviembre de 2019. Otros indicios de material futuro estaban «supuestamente» ocultos en letras de canciones y videos musicales de la era Everyday Life. Debido a su temática espacial así como también a su estética futurista Coldplay fue criticado y acusado por fans y medios quienes compararon su trabajo con el de Lady Gaga y su disco Chromatica publicado en 2020 remarcando las similitudes entre ambos particularmente con respecto a los planetas ficticios «Chromatica» y «Kaotica».
También se colocaron easter eggs en sus trabajos anteriores. Una de las pistas estaba escondida dentro del doblez de la edición física en vinilo de su álbum Everyday Life, en el que una valla publicitaria en blanco y negro en un campo anuncia Music of the Spheres. En la esquina inferior izquierda, un texto más pequeño dice «Coldplay próximamente».
Esto, combinado con el historial de avances de la banda para material futuro, alimentó las especulaciones sobre los temas y la fecha de lanzamiento de Music of the Spheres.

## Estilo y concepto
Music of the Spheres se ha descrito como pop, pop rock, synth-pop, space rock, música espacial, electropop, soft rock, y ambiente. El cantante principal Chris Martin declaró que el tema del álbum se inspiró en «preguntarse cómo serían los músicos en todo el universo» después de ver a la banda de cantina ficticia Mos Eisley actuar en Star Wars y hacer especulaciones en relación con los sonidos del espacio exterior.

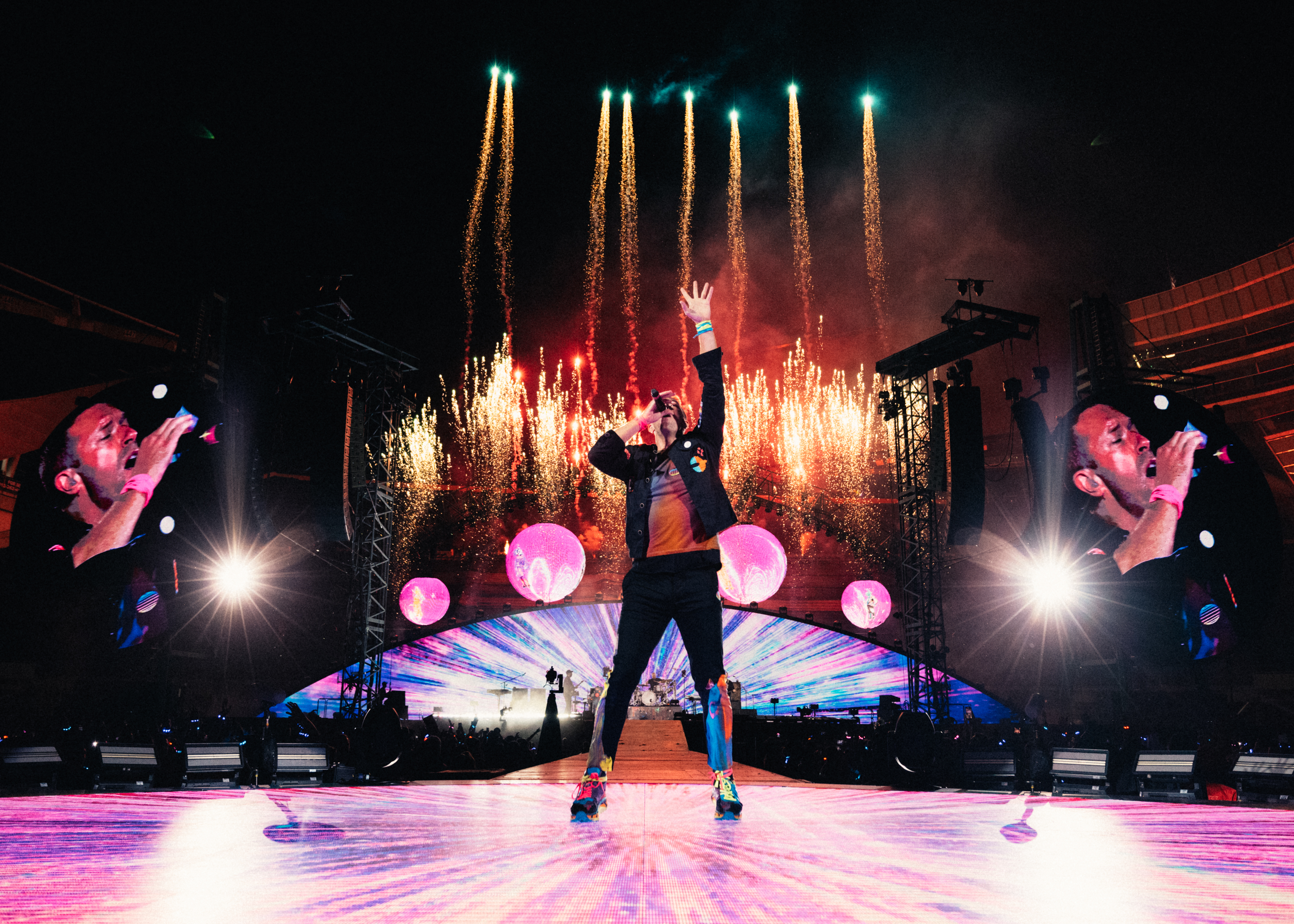
El álbum fue concebido con presentaciones en vivo en mente.

El álbum está ambientado en un sistema planetario ficticio llamado The Spheres, que consta de nueve planetas, tres satélites naturales, una estrella y una nebulosa cercana. Cada pista del álbum representa un cuerpo celeste de The Spheres. Siguiendo la lista de canciones del álbum, son: Neon Moon I («Music of the Spheres»), Kaotica («Higher Power»), Echo («Humankind»), Kubik («Alien Choir»), Calypso («Let Somebody Go»), Supersolis («Human Heart»), Ultra («People of the Pride»), Floris («Biutyful»), Neon Moon II («Music of the Spheres II»), Epiphane («My Universe»), Infinity Station («Infinity Sign») y Coloratura («Coloratura»). Supersolis es la estrella en el centro del sistema y Coloratura es la Nebulosa. Cada cuerpo celeste en The Spheres tiene su propio idioma: EL 1 para Neon Moon I, Kaotican para Kaotica, Mirror Text para Echo, Qblok para Kubik, Aquamarine para Calypso, Supersolar para Supersolis, Voltik para Ultra, Bloom para Floris, EL 2 para Neon Moon II, Spheric para Epiphane, Infinitum para Infinity Station y Coloraturan para Coloratura. Un satélite natural sin nombre orbita Echo, mientras que ambas lunas de neón orbitan Epiphane. Un planeta perdido llamado Aurora también es parte del sistema, aunque aparentemente ninguna canción lo representa.
Martin usa los planetas como un lienzo para explorar la experiencia humana: «Es realmente otro registro sobre la vida como persona humana, pero dada esta libertad que surge cuando pretendes que se trata de otras criaturas en otros lugares». El baterista Will Champion declaró que Everyday Life se trataba de hacer personales las grandes preguntas, mientras que Music of the Spheres promovió más sobre el propósito de la banda en relación con la humanidad y las demarcaciones hechas por el hombre, diciendo: «Históricamente, como banda, tendemos a llenar el espacio».

## Promoción
El 23 de abril de 2021, una publicación de una cuenta titulada 'Alien Radio FM' en las redes sociales publicó un conjunto de coordenadas (51°30'24.6"N 0°08'34.4"W) que conducían a Green Park en Piccadilly, Londres. La publicación incluía una foto de un anuncio en estas coordenadas con caracteres desconocidos de color púrpura neón brillante en un fondo azul. Los personajes fueron descifrados rápidamente por los sitios de fans y decían «Coldplay Higher Power May Seven». Le seguirían publicaciones similares, que se mostraban el sencillo principal, «Higher Power».
El 29 de abril, Coldplay confirmó en sus principales cuentas de redes sociales que un nuevo sencillo llamado «Higher Power» sería lanzado el 7 de mayo. Fue calificada como una forma de «transmisión extraterrestre», la banda mostró el video al astronauta francés Thomas Pesquet de la Agencia Espacial Europea a bordo de la Estación Espacial Internacional antes de su lanzamiento público. El cantante principal Chris Martin había declarado que el tema de su próxima música se había inspirado en «preguntarse cómo son los músicos en todo el universo» después de ver a la banda ficticia de la cantina Mos Eisley actuar en Star Wars. Después de que finalizó el ciclo de promoción de «Higher Power», el director creativo Phil Harvey adelantó un posible anuncio el 19 de julio.
Durante el día siguiente, Coldplay reveló el álbum, su lista de canciones y un avance titulado «Overtura» que contiene un fragmento de cada canción. También afirmaron que la canción "Coloratura" sería lanzada el 23 de julio, mientras que el próximo sencillo oficial seguiría en septiembre.

### Gira mundial
El 14 de octubre de 2021, un día antes del lanzamiento de Music of the Spheres, Coldplay anunció oficialmente el Music of the Spheres World Tour en 2022 para promocionar el álbum. La banda no había realizado una gira para su álbum anterior, Everyday Life, ya que habían decidido hacer una pausa en la gira hasta que pudieran encontrar la manera de garantizar que fuera respetuoso con el medio ambiente. Junto con el anuncio, publicaron un plan detallado que establece cómo se asegurarían de que la gira tuviera un impacto mínimo en el medio ambiente y generara un 50 % menos de dióxido de carbono que durante la gira A Head Full of Dreams Tour. El plan fue desarrollado durante dos años por Coldplay y una serie de destacados expertos ambientales, y presenta una serie de estrategias innovadoras de sostenibilidad. Por ejemplo, la banda ha unido fuerzas con BMW para crear la primera «batería de espectáculo móvil y recargable» para alimentar cada concierto de la gira, y ha anunciado que el escenario de la gira se construirá a partir de "una combinación de materiales ligeros, bajos en carbono y materiales reutilizables (incluido el bambú y el acero reciclado) que se pueden reutilizar o reciclar adecuadamente al final del recorrido". También se han comprometido a plantar un árbol por cada entrada vendida.

## Sencillos
«Higher Power» fue lanzado como sencillo principal el 7 de mayo de 2021. La canción fue producida por Max Martin, a quien la banda llamó "una verdadera maravilla del universo". La banda declaró en un tuit que "llegó en un pequeño teclado y un lavabo del baño a principios de 2020". Un visualizador de audio para la canción, dirigida por Paul Dugdale, se estrenó en el canal de YouTube de Coldplay a las 12:01 a. m. BST del mismo día. «Coloratura» fue lanzado el 23 de julio de 2021 como sencillo promocional. «My Universe» fue lanzado el 24 de septiembre de 2021 como el segundo sencillo del álbum. La canción cuenta con la colaboración del grupo surcoreano BTS. Ese mismo día, se lanzó un vídeo lírico para la canción. El día 30 del mes fue lanzado el video oficial, dirigido por Dave Meyers.

## Recepción de la crítica
Music of the Spheres recibió reseñas generalmente mixtas de los críticos. En Metacritic, que asigna una calificación normalizada de 100 a las reseñas de los críticos principales, el álbum tiene una puntuación promedio de 55 sobre 100 según 18 reseñas, lo que indica «críticas mixtas o promedio». Esto lo convierte en el álbum con la puntuación más baja de la banda hasta la fecha en el sitio web. Ludovic Hunter-Tilney del Financial Times le dio al álbum dos estrellas de cinco, elogiando sus alegres letras pero criticando su sentimiento superficial. Este sentimiento fue repetido por Neil McCormick de The Daily Telegraph, que calificó el álbum como un «golpe de azúcar vertiginoso» y le otorgó tres estrellas de cinco. Alexis Petridis de The Guardian también le dio al álbum dos estrellas de cinco, calificando sus tonos pop como un intento «desesperado» de la banda por mantenerse en la cima de las listas de éxitos. Rhian Daly de NME le dio al álbum cuatro estrellas de cinco y dijo que «si bien Music of the Spheres se siente como la quintaesencia de Coldplay, hay algunos momentos más sorprendentes enterrados en su lista de canciones». Neil Z. Yeung de AllMusic también le dio al álbum cuatro estrellas de cinco, calificándolo como «el álbum más descaradamente centrado en el pop y optimista hasta la fecha». Él elaboró así: «Esta pieza conceptual de ciencia ficción es el sucesor espiritual de los predecesores en tecnicolor Mylo Xyloto y A Head Full of Dreams, superando a ambos con su enfoque nítido y tiempo de ejecución reducido, mientras mantiene la energía que traspasa los límites que se escucha en Kaleidoscope EP y Everyday Life». Uproxx lo nombró uno de los mejores álbumes del año.
Muchos de los críticos, sin embargo, elogiaron el tema de clausura, «Coloratura». Neil Z. Yeung de AllMusic comentó que «si bien suelen terminar sus álbumes con una nota grandiosa y edificante, ["Coloratura"] se lleva el premio a la ambición y la pura belleza». Ella Kemp, que escribe para Rolling Stone UK, dijo que la canción «podría ser la cosa más deslumbrante que jamás haya hecho Coldplay, un extenso experimento al estilo de Pink Floyd que vale la pena infinitamente». Will Hodgkinson de The Times lo describió como una «visión progresista de una utopía melódica con matices de Pink Floyd en su forma más esperanzadora». Jeremy Levine de PopMatters elogió la pista por tomar «muchos riesgos estructurales que le permiten lograr un sorprendente nivel de intimidad. Todavía es un poco exagerado en cuanto a las letras, pero las variaciones en el tono, así como el uso culminante de la instrumentación retro de la banda, déjanos con al menos un destello de la brillantez de Coldplay». Ludovic Hunter-Tilney del Financial Times sintió que el concepto del álbum «solo se registra realmente» en  «Coloratura», elogiando las orquestaciones elaboradas y las «letras más sofisticadas que las torpezas de las canciones anteriores». Tilney concluyó que «expone el resto de la superficialidad del álbum». Paolo Ragusa de Consequence estuvo de acuerdo y dijo que la canción «realmente desarrolla cómo se supone que debe sonar este disco: extenso, extraño y único». Bobby Olivier de Spin, por otro lado, escribió que era «demasiado largo», mientras que David Cobbald de The Line of Best Fit dijo que «carece de un sentido de originalidad, ya que todas las emociones y letras han aparecido de alguna manera. en su música anteriormente».

## Lista de canciones
Los miembros compositores de Coldplay son Guy Berryman, Jonny Buckland, Will Champion y Chris Martin.

| Music of the Spheres |                                                                     |                                                                          |                                                          |          |  |
| N.º                  | Título                                                              | Escritor(es)                                                             | Productor(es)                                            | Duración |  |
| 1.                   | «Music of the Spheres I» (estilizado como «»)                       | Coldplay Max Martin Rik Simpson Daniel Green Federico Vindver Bill Rahko | M. Martin Oscar Holter Rahko Simpson Green Vindver       | 0:53     |  |
| 2.                   | «Higher Power»                                                      | Coldplay M. Martin Federico Vindver Denise Carite                        | M. Martin Holter Rahko Simpson Green                     | 3:31     |  |
| 3.                   | «Humankind»                                                         | Coldplay M. Martin Vindver Green Jon Hopkins Holter Stephen Fry          | M. Martin Holter Rahko Simpson Green Hopkins             | 4:26     |  |
| 4.                   | «Alien Choir» (estilizado como «»)                                  | Coldplay M. Martin Hopkins                                               | M. Martin Rahko Hopkins                                  | 0:53     |  |
| 5.                   | «Let Somebody Go» (con Selena Gomez)                                | Coldplay M. Martin Apple Martin Olivia Waithe Holter Rahko Leland Wayne  | M. Martin Holter Rahko Simpson Green Hopkins             | 4:01     |  |
| 6.                   | «Human Heart» (con We Are King y Jacob Collier; estilizado como «») | Coldplay M. Martin Collier Paris Strother Amber Strother                 | M. Martin Holter Rahko                                   | 3:09     |  |
| 7.                   | «People of the Pride»                                               | Coldplay M. Martin Rahko Derek Dixie Samuel Falson Jesse Rogg            | M. Martin Holter Rahko Simpson Green                     | 3:37     |  |
| 8.                   | «Biutyful»                                                          | Coldplay M. Martin Holter Davide Rossi                                   | M. Martin Holter Rahko Simpson Green Angel Lopez Vindver | 3:12     |  |
| 9.                   | «Music of the Spheres II» (estilizado como «»)                      | Coldplay M. Martin                                                       | M. Martin Rahko                                          | 0:21     |  |
| 10.                  | «My Universe» (con BTS)                                             | Coldplay M. Martin Holter Rahko Suga J-Hope RM                           | M. Martin Holter Rahko Simpson Green                     | 3:46     |  |
| 11.                  | «Infinity Sign» (estilizado como «»)                                | Coldplay M. Martin Hopkins                                               | M. Martin Holter Rahko Simpson Green Hopkins             | 3:46     |  |
| 12.                  | «Coloratura»                                                        | Coldplay M. Martin P. Strother John Metcalfe Rossi                       | M. Martin Holter Rahko                                   | 10:18    |  |
| 42:13                |                                                                     |                                                                          |                                                          |          |  |

| Bonus track edición japonesa |                                   |          |  |
| N.º                          | Título                            | Duración |  |
| 13.                          | «Higher Power» (Acoustic Version) | 3:34     |  |
| 14.                          | «Higher Power» (Tiësto Remix)     | 3:50     |  |
| 49:16                        |                                   |          |  |

| Edición de lujo digital |                                   |          |  |
| N.º                     | Título                            | Duración |  |
| 13.                     | «Higher Power» (Acoustic Version) | 3:34     |  |
| 14.                     | «My Universe» (Acoustic Version)  | 3:43     |  |
| 15.                     | «My Universe» (Supernova 7 Mix)   | 4:39     |  |
| 16.                     | «My Universe» (Suga's Remix)      | 3:08     |  |
| 17.                     | «My Universe» (Orchestral Mix)    | 4:19     |  |
| 61:13                   |                                   |          |  |

## Personal
- Guy Berryman – bajo, percusión
- Will Champion – batería y percusión, teclados, coros
- Jonny Buckland – guitarras, teclados
- Chris Martin – voz principal, guitarras, piano, teclados, guitarra rítmica (pista 7)

Vocalistas adicionales
- Max Martin – coros (pista 2, 10, 12)
- Denise Carite – vocalista del coro (pista 2)
- Bill Rahko – voces adicionales (pista 2, 10)

- Apple Martin – voces adicionales (pista 2)
- Stevie Mackey – vocalista del coro (pista 2)
- Dorian Holley – vocalista del coro (pista 2)
- Neka Hamilton – vocalista del coro (pista 2)
- Selena Gomez – voz (pista 5)
- We Are King – voz (pista 6)
- Jin – voz (pista 10)
- Suga – voz (pista 10)
- J–Hope – voz (pista 10)
- RM – voz (pista 10)
- Jimin – voz (pista 10)
- V – voz (pista 10)
- Jungkook – voz (pista 10)
- Amber Strother – voces adicionales (pista 10)
- Jacob Collier – voces adicionales (pista 6, 10)
- Tate McDowell – voces adicionales (pista 10)
- Rik Simpson – voces adicionales (pista 12)

Músicos adicionales
- Max Martin – teclados, teclados adicionales (pista 2, 10, 12)
- Federico Vindver – teclados (pista 2)
- Oscar Holter – guitarra, teclados (pista 2, 10, 12)
- Bill Rahko – teclados, theremin (pista 10, 12)
- Daniel Green – teclados (pista 10)
- Davide Rossi – cuerdas (pista 12)
- John Metcalfe – cuerdas (pista 12)
- Jon Hopkins – teclados (pista 12)
- Paris Strother – sintetizador (pista 12)
- Rik Simpson – teclados adicionales (pista 12)

Producción
- Max Martin – producción y programación
- Oscar Holter – producción y programación
- Bill Rahko – producción y programación
- Pdogg – ingeniería de grabación vocal, ingeniería de producción
- Rik Simpson – producción adicional
- Daniel Green – producción y programación adicional
- Serban Ghenea – ingeniero de mezcla
- Randy Merrill – ingeniero de masterización
- John Hanes – ingeniería
- Michael Ilbert – ingeniería
- Connor Panayi – asistente de ingeniería
- Duncan Fuller – asistente de ingeniería
- Karl–Ola Kjellholm – asistente de ingeniería
- Linn Fijal – asistente de ingeniería
- Tate McDowell – asistente de ingeniería
- Love Choir – arreglo coral
- The Dream Team – producción adicional
- Serban Ghenea – ingeniería de mezcla
- Miguel Lara – ingeniería
- Emma Marks – asistente de ingeniería
- Duncan Fuller – asistente de ingeniería
- Cherif Hashizume – programador adicional

## Posicionamiento en listas

### Listas semanales
| Listas (2021)                           | Mejor posición |
| --------------------------------------- | -------------- |
| Alemania (Offizielle Top 100)           | 2              |
| Argentina (CAPIF)                       | 2              |
| Australia (ARIA)                        | 1              |
| Austria (Ö3 Austria)                    | 2              |
| Bélgica (Ultratop flamenca)             | 1              |
| Bélgica (Ultratop valona)               | 1              |
| Canadá (Billboard Canadian Albums)      | 2              |
| Croacia International Albums (HDU)      | 1              |
| Dinamarca (Hitlisten)                   | 6              |
| Estados Unidos (Billboard 200)          | 4              |
| Estados Unidos (Top Alternative Albums) | 1              |
| Estados Unidos (Top Rock Albums)        | 1              |
| Escocia (Scottish Albums Chart)         | 1              |
| Eslovaquia (ČNS IFPI)                   | 1              |
| España (PROMUSICAE)                     | 1              |
| Finlandia (Suomen Virallinen Lista)     | 4              |
| Francia (SNEP)                          | 1              |
| Grecia (IFPI Greece)                    | 8              |
| Hungría (MAHASZ)                        | 4              |
| Islandia (Plötutíðindi)                 | 24             |
| Irlanda (OCC)                           | 1              |
| Italia (FIMI)                           | 4              |
| Japón (Billboard Japan)                 | 10             |
| Japón (Oricon)                          | 13             |
| Japón International Albums (Oricon)     | 6              |
| Lituania (AGATA)                        | 8              |
| Noruega (VG-lista)                      | 2              |
| Nueva Zelanda (Recorded Music NZ)       | 2              |
| Países Bajos (Album Top 100)            | 1              |
| Polonia (ZPAV)                          | 5              |
| Portugal (AFP)                          | 1              |
| Reino Unido (UK Albums Chart)           | 1              |
| República Checa (ČNS IFPI)              | 1              |
| Suecia (Sverigetopplistan)              | 3              |
| Suiza (Schweizer Hitparade)             | 2              |

### Listas anuales
| Lista (2021)                                      | Posición |
| ------------------------------------------------- | -------- |
| Alemania (Offizielle Top 100)                     | 42       |
| Austria (Ö3 Austria)                              | 55       |
| Estados Unidos Top Alternative Albums (Billboard) | 34       |
| Estados Unidos Top Rock Albums (Billboard)        | 60       |
| Flandes (Ultratop Flanders)                       | 31       |
| Región Valona (Ultratop Wallonia)                 | 17       |
| Países Bajos (Album Top 100)                      | 41       |
| Italia (FIMI)                                     | 98       |
| Suiza (Schweizer Hitparade)                       | 19       |
| Reino Unido (OCC)                                 | 14       |

## Historial de lanzamientos
| Región | Fecha                 | Formato                                 | Sello(s) discográfico(s) | Ref.        |
| ------ | --------------------- | --------------------------------------- | ------------------------ | ----------- |
| Varios | 15 de octubre de 2021 | Descarga digital streaming CD casete LP | Parlophone               | [ 2 ] [ 3 ] |